# セントーサ・デベロップメント・コーポレーション
セントーサ・デベロップメント・コーポレーション（Sentosa Development Corporation, SDC）は、シンガポールの通商産業省の下の法定機関。1972年9月1日にセントーサ島の開発、運営、広報を目的に設置された。セントーサ開発公社と呼ばれることもある。

## 島
セントーサ島以外にもシンガポール南部の以下の島々の管理を行なっている。
1. セントーサ島
2. セントジョンズ島
3. シスターズ島（英語版）
4. ハントゥ島（英語版）
5. ビオラ島（英語版）
6. ジョン島（英語版）
7. ラザラス島（Lazarus Island）
8. クス島（英語版）
9. スリンガ島（Pulau Seringat）
10. トゥクコール島（Pulau Tekukor）

### 下部組織
SDCにはいくつかの下部組織がある。
セントーサ・レジャー・マネージメントはセントーサ島の運営、セントーサ・コーヴはセントーサ・コーヴの開発、管理を行なっている。

#### モノレール
2007年に開業したシンガポール本島とセントーサ島を結ぶセントーサ・エクスプレスを運行している。
本部は以前島内を走行していたセントーサ・モノレールのSDCオフィス・モノレール駅にあったが、2005年の路線廃止後移転。建物はバーに改築された。